# California Victory
Il California Victory era un club calcistico della città di San Francisco (California). Fondato nel 2006, ha militato nella USL First Division durante la sola stagione 2007, al termine della quale il club è stato sciolto.

## Storia
Il 12 ottobre 2006 il direttore della USL, Francisco Marcos, annunciò ufficialmente che Dmitry Piterman, presidente del club spagnolo del Deportivo Alavés, aveva acquistato una franchigia della USL First Division.
Il Victory era la prima squadra di proprietà europea a competere in uno qualsiasi dei campionati della United Soccer Leagues, inoltre era l'unico team californiano della USL First Division da quando, nel 2001, si era sciolto il San Diego Flash.
I match casalinghi del Victory venivano giocati al Kezar Stadium, impianto un tempo utilizzato dagli Oakland Raiders e dai San Francisco 49ers.
Dopo una deludente prima stagione, il club è stato sciolto nel 2007, quando venne a mancare l'appoggio economico del club-gemello del Deportivo Alavés.

## Nome
Il nome del club (Victory) deriva dalla città spagnola in cui ha sede il Deportivo Alavés: Vitoria-Gasteiz, capitale delle province di Álava e dei Paesi Baschi.

## SaveTheVictory.org
SaveTheVictory.org è il sito web di un movimento organizzato dai sostenitori del Victory. Obiettivo del movimento era raccogliere fondi per acquistare il club e gestirlo con la formula dell'azionariato popolare, soluzione già applicata dai Green Bay Packers, squadra della NFL.

## Cronistoria
| Anno | League             | Reg. Season | Playoff         | Open Cup |
| ---- | ------------------ | ----------- | --------------- | -------- |
| 2007 | USL First Division | 12°         | Non qualificata | 3º turno |

## Organico

### Rosa 2007
| N. |                        | Ruolo | Calciatore           |
| -- | ---------------------- | ----- | -------------------- |
| 1  | Stati Uniti (bandiera) | P     | Dominik Jakubek      |
| 3  | Stati Uniti (bandiera) | D     | Kiel McClung         |
| 5  | Messico (bandiera)     | D     | Hugo Casillas        |
| 6  | Stati Uniti (bandiera) | C     | Christopher Schwarze |
| 7  | Stati Uniti (bandiera) | C     | Chuck Kim            |
| 10 | Stati Uniti (bandiera) | C     | Mike Muñoz           |
| 11 | Messico (bandiera)     | C     | Omar Aguayo          |

| N. |                        | Ruolo | Calciatore       |
| -- | ---------------------- | ----- | ---------------- |
| 13 | Messico (bandiera)     | C     | Ricardo Sanchez  |
| 15 | Messico (bandiera)     | C     | José Retiz       |
| 16 | Porto Rico (bandiera)  | A     | Yuri Morales     |
| 17 | Stati Uniti (bandiera) | C     | Josh Tudela      |
| 22 | Stati Uniti (bandiera) | P     | Eric Reed        |
| 23 | Stati Uniti (bandiera) | A     | Federico Bianchi |
| 24 | Stati Uniti (bandiera) | A     | Aaron Chandler   |
| 26 | Stati Uniti (bandiera) | D     | Mike Randolph    |

### Staff 2007
Terry Fisher, allenatore e dirigente calcistico di lungo corso, fu il primo general manager della squadra.
Glenn Van Straatum fu il primo (e unico) allenatore.